# Paramasia slovaca
Paramasia slovaca är en stekelart som beskrevs av Hoffer 1953. Paramasia slovaca ingår i släktet Paramasia och familjen sköldlussteklar. Inga underarter finns listade i Catalogue of Life.